# 小调
小調是調性的一種。音階中包含七個音。特色是音階的第一音到第三音是個小三度音程。
通常用以表達較為負面的情感(儘管很多音樂學者認為這種敘述不妥)。
小調的音階分為自然小音階、和聲小音階、曲調小音階、現代小音階。而小調的調號是基於自然小音階的升降來決定。

## 常用四种小调音階

### 自然小調音階 (Natural Minor)
由自然音级所组成的小調音階，叫做“自然小調音階”，即教會調式中的艾奥利安调式（Aeolian）。
结构为：“全音、半音、全音、全音、半音、全音、全音”，任何能构成这种结构的音阶都一定是自然小調。自然小音階通常在調式的音樂中使用。
a小調自然小音階：A→B→C→D→E→F→G→A→G→F→E→D→C→B→A

自然小調可由相應的大調通過兩種方式進行構造：

#### 和關係大調的關聯
由關係大調從第六級音階開始的自然音階即是自然小調。
例如，C大調的音階是 C，D，E，F，G，A，B。從第六級音階A開始的音列，即是A小調。

#### 和同主音大調 （又稱並行大調）的關聯
同主音大調是與小調同主但不同音列的大調。自然小調可從其並行大調進行如下構造：
1, 2, ♭3, 4, 5, ♭6, ♭7, 8
例如，A大調的音階是 A, B, C♯, D, E, F♯, 和 G♯。由此可推得A小調的音階爲 A, B, C, D, E, F, 和 G。

### 和声小调音階 (Harmonic Minor)
将自然小调的第七音升高半音，即构成和声小音階。结构为：“全音、半音、全音、全音、半音、增二度音、半音”，之所以作此改變，是為了發展小調調性音樂，使可以產生六到七級增二度的強進行。
A小調和聲小音階：A→B→C→D→E→F→G♯→A→G♯→F→E→D→C→B→A
和同主音大調比較，和聲小調的音階如下：
1, 2, ♭3, 4, 5, ♭6, 7, 8

### 旋律小调音階 (Melodic Minor)
旋律小音階，又稱為曲調小音階。上行将和声小音階的第六音也升高半音，即构成了旋律小音階的上行。结构为：“全音、半音、全音、全音、全音、全音、半音”。在古典音樂中的小調調性音樂，音階上行為了好唱，會使用旋律小調音階，而下行时恢復回自然小調音階。  
A小調旋律小音階：A→B→C→D→E→F♯→G♯→A→G♮→F♮→E→D→C→B→A
和並行大調比較，旋律小調的音階如下：
1, 2, ♭3, 4, 5, 6, 7, 8,♭7,♭6, 5, 4,♭3, 2, 1

### 現代小调音階
上行和下行都使用旋律小音階的上行，常見於爵士樂曲裡面，也被叫做爵士小調。
A小調現代小音階：A→B→C→D→E→F♯→G♯→A→G♯→F♯→E→D→C→B→A